# Greg Nottrot
Greg Nottrot (Delft, 3 april 1983) is een Grieks-Pontisch-Nederlandse toneelregisseur, acteur en presentator. Hij is de zoon van architect, schrijver Robert Nottrot en kunstenares, dichteres Christina Coridou. Samen met Floor Leene staat hij aan de basis van het theatergezelschap Het NUT (Nieuw Utrechts Toneel) en is er ook artistiek leider.
Als theaterregisseur kreeg hij naamsbekendheid met de theaterfeuilletons Vrijdans en Maandageditie. Hij was verbonden aan de nieuwkomers van Orkater en Theater aan het Spui.
Ander werk van hem was te bezichtigen op de theaterfestivals Oerol, Over het IJ en Festival aan de Werf.
Samen met Oscar Kocken, Jibbe Willems, Mark Kraan, Michiel Lieuwma, Marcel Osterop en andere maakt Nottrot de theatrale, literaire en muzikale actualiteitenshow 'Orde van de Dag': in de Stadsschouwburg Utrecht en bij het 't Arsenaal brengen zij twaalf keer per jaar (samen met acteurs, schrijvers en muzikanten) een show waar theater, muziek, sketches en columns gebracht worden.

## Theatervoorstellingen
- 2005: Café de Waterlander - regie containervoorstelling op Over het IJ Festival
- 2006: Half 1,2,3 (naar de eenakter 'Half Twee' van Arthur Schnitzler) - regie (afstudeervoorstelling)[2]
- 2006: Theater dat alleen in de badkamer kan - regie en spel container voorstelling op Over het IJ Festival[3]
- 2007: Heel Erg Gewoon - regie bij Het NUT (Nieuw Utrechts Toneel)
- 2007: Een Daar Gebeurd Verhaal - regie en spel bij Het NUT (Nieuw Utrechts Toneel) naar Veronika besluit te sterven van Paulo Coelho[4]
- 2008: Jan Arends, ik zei de gek - regie gebaseerd op het leven en werk van Jan Arends
- 2008: Vrijdans - regie gebaseerd op Reigen van Arthur Schnitzler en geschreven door Gérard van Kalmthout en Ronald Giphart
- 2008: Bomans hoort u mij - regie naar het radioprogramma Alleen op een eiland, dagboek van een eiland bewoner en over Godfried Bomans[5]
- 2008: Ruis ik slecht verstaan - regie naar het radioprogramma Alleen op een eiland, dagboek van een eiland bewoner en over Willem Ruis[6]
- 2008: MAANDAGEDITIE - regie en spel
- 2009: Roberto 1 - regie vlakke vloer productie naar aanleiding van Roberto Zucco van Bernard-Marie Koltès[7]
- 2009: Radio de Schoonheid - presentatie van een dagelijkse live- en radioshow op Festival aan de Werf en RTV Utrecht
- 2009: Roberto 2 - regie locatie voorstelling naar aanleiding van Roberto Zucco van Bernard-Marie Koltès[7]
- 2009: Radio de Schoonheid de parade - spel, concept, op de Parade (theaterfestival)
- 2009: Geweld Nee! - regie schoolvoorstelling bij DUS (De Utrechtse Spelen)
- 2010: Het - regie schoolvoorstelling bij DUS (De Utrechtse Spelen)
- 2010: De Achterkamer - regie bij De Unie van Utrecht
- 2010: Celebration, de plek waar je ziel naar zocht - regie en spel bij Het NUT (Nieuw Utrechts Toneel)
- 2010: Cardenio, rehabilitatie van een verloren Shakespeare - regie en spel bij Het NUT (Nieuw Utrechts Toneel)
- 2011: Mislukt - Het vervolg op Celebration. Gemaakt en gespeeld op Oerol samen met Floor Leene
- 2013: Geluk - bij Het NUT
- 2014: Weg - bij Het NUT (met Daniël van Klaveren)[8]
- 2014: Orde van de dag - met Oscar Kocken
- 2015: Geheim - bij Het NUT met Floor Leene
- 2015: De Extremisten - tijdens Theater aan Zee met Jibbe Willems e.a.
- 2015: De Ouds & Nieuws Show 2015
- 2016: Terug, naar de kersentuin - een solovoorstelling bij Het NUT geïnspireerd op De kersentuin van Anton Tsjechov
- 2016: Stemmen! - 12uur durende voorstelling tijdens de nacht van de Amerikaanse verkiezingen 2016
- 2016: De Ouds & Nieuws Show 2016
- 2017: De Idealisten - tijdens Oerol met Laura van Dolron e.a.
- 2017: De Denderende Tijd - locatievoorstelling met Floor Leene bij Het NUT over de aanslaag van Martial Bourdin
- 2017: De Ouds & Nieuws Show 2017
- 2018: De Chaos van 2018 - Voorstelling naar aanleiding van het jaar 2018 over de waarheid waarin hij de datsja van Poetin bezocht.
- 2019: De Futuristen - tijdens Oerol een co-productie van Het NUT (Nieuw Utrechts Toneel), De Nieuwe Tijd en Het Zuidelijk Toneel
- 2019: Grens - Locatievoorstelling op de Limes
- 2020: Graven - Locatievoorstelling onder de perronkappen op het Berlijnplein in Leidsche Rijn.
- 2021: Nooit Meer Werken - Locatievoorstelling gespeeld door robots
- 2021: Ik wilde je een zachte brief schrijven - Een trage dialoog in dertien poststukken geschreven samen met Jibbe Willems
- 2022: Je ziel voor een IJsje - regie (spel: Marcel Osterop, Frank van Kasteren, Nadine Dekker, Floor Leene)
- 2022: Licht - concept en spel samen met Uri Rapaport
- 2023: Goed, Goud, Geld - voorstelling waarin een geëngageerd theatermaker op zoek ging naar overtollig kapitaal (regie: Martijn Nieuwerf)
- 2023: De Holidayshow - concept en spel samen met Floor Leene en Joep Hendrikx (regie: Ellen Goemans)

## Interviews
Voor zijn voorstellingen interviewde hij onder andere de volgende personen: Mark Rutte, Dick Advocaat, Ronald Plasterk, Hero Brinkman, Sylvana Simons, Marianne Thieme, Jetta Klijnsma, Pieter Hilhorst, Frits Wester, TINKEBELL, Marjan Minnesma, Thierry Baudet, Eelco Bosch van Rosenthal, Tijs Goldschmidt, Rob Wijnberg, John Crombez, Bram van der Vlugt, Jan Heemskerk, Roelf Bouwmeester, N'ketia Seedo, Maarten Hajer, Eva Hartog Skorobogatova, Marleen Stikker, Matthijs Pontier, Quinsy Gario, Tom Vennink, Ingrid Robeyns. 